# Aleksej Čalyj
Aleksej Michajlovič Čalyj (in ucraino Олексі́й Миха́йлович Ча́лий?, in russo Алексей Михайлович Чалый?; Sebastopoli, 13 giugno 1961) è un politico russo.

## Biografia
Nato a Sebastopoli nel 1961 si laurea all'istituto tecnico della città, dal 1987 è presidente della Tavrida Elektrik che produce componenti per navi, inoltre possiede la cittadinanza russa.
Durante la Crisi della Crimea del 2014 viene nominato sindaco della città il 26 febbraio 2014 e dichiara l'indipendenza unilaterale della città autonoma dall'Ucraina assieme alla Repubblica autonoma di Crimea l'11 marzo.
Dopo il referendum, anch'esso non riconosciuto internazionalmente dove la popolazione crimea ha votato in maggioranza l'annessione alla Russia il 18 marzo seguente, neanche questo atto è stato riconosciuto dalla comunità internazionale per accuse di brogli e pressioni militari.

## Durante la crisi di Crimea
Il 23 febbraio 2014, durante una riunione di cittadini contrari al movimento Euromaidan che ha destituito il governo ucraino dal potere a Kiev, Čalyj è stato proclamato "sindaco" di Sebastopoli. Il Consiglio della Città di Sebastopoli ha trasferito il potere a Čalyj il 24 febbraio, a seguito delle dimissioni di Volodymyr Jacuba come amministratore della città nominato dal Presidente dell'Ucraina (all'epoca la città non aveva un sindaco eletto).
Il 26 febbraio, Čalyj ha dichiarato che Sebastopoli non si sarebbe sottomessa agli ordini del leader provvisorio del Ministero degli Interni ucraino, Arsen Avakov. Allo stesso tempo, ha invitato gli ufficiali dell'unità anti-sommossa Berkut ufficialmente sciolta nella città. Ha affermato che avrebbero potuto diventare la base per futuri gruppi di difesa nella città.
Čalyj ha visitato il Cremlino a Mosca l'18 marzo 2014 per firmare il Trattato sull'Annessione della Repubblica di Crimea alla Russia insieme al Presidente russo Vladimir Putin e al Primo Ministro della Crimea Sergej Aksënov.
Nel marzo 2014, il Servizio di Sicurezza dell'Ucraina ha annunciato un'indagine su Čalyj  per presunto dirottamento di circa ₴23,9 milioni dalla sua organizzazione benefica per finanziare attività anti-Ucraina.
Il 1º aprile 2014 è stato nominato governatore ad interim della Città di Sebastopoli dalla Russia e ha occupato questa posizione fino al 14 aprile 2014, quando si è dimesso ed è stato sostituito da Sergey Menyaylo.

### Sanzioni
Sanzionato dal governo britannico nel 2014 in relazione alla guerra russo-ucraina.